# Pantano della Giumenta
Pantano della Giumenta este o arie protejată (arie specială de conservare — SAC, sit de importanță comunitară — SCI) din Italia întinsă pe o suprafață de 12 ha, integral pe uscat.

## Localizare
Centrul sitului Pantano della Giumenta este situat la coordonatele 39°34′50″N 16°00′16″E / 39.580556°N 16.004444°E.

## Înființare
Situl Pantano della Giumenta a fost declarat sit de importanță comunitară în septembrie 1995 pentru a proteja 11 specii de animale. Situl a fost protejat și ca arie specială de conservare în iunie 2017.

## Biodiversitate
Situată în ecoregiunea mediteraneană, aria protejată conține 5 habitate naturale: Păduri panonice-balcanice de stejar turcesc - stejar sesil, Păduri de fag din Apenini cu Taxus și Ilex, Pajiști umede mediteraneene cu ierburi înalte de Molinio-Holoschoenion, Lacuri eutrofice naturale cu vegetație de tip Magnopotamion sau Hydrocharition, Păduri aluvionare cu Alnus glutinosa și Fraxinus excelsior (Alno-Padion, Alnion incanae, Salicion albae).
La baza desemnării sitului se află mai multe specii protejate:
- păsări (9): Certhia brachydactyla, presură bărboasă (Emberiza cirlus), măcăleandru (Erithacus rubecula), cinteză (Fringilla coelebs), codobatură de munte (Motacilla cinerea), pițigoi mare (Parus major), silvie cu cap negru (Sylvia atricapilla), pănțărușul (Troglodytes troglodytes), mierlă (Turdus merula)
- amfibieni (2): Bombina pachypus, Triturus carnifex

Pe lângă speciile protejate, pe teritoriul sitului au mai fost identificate 4 specii de amfibieni, 1 specie de reptile.